# 18 Dywizjon Rakietowy Obrony Powietrznej
18 dywizjon rakietowy Obrony Powietrznej (18 dr OP) – pododdział Wojsk Obrony Powietrznej Kraju podległy 1 Dywizji Artylerii OPK.

## Historia
Na podstawie Zarządzenia Szefa Sztabu Generalnego WP Nr 0012/Org. z dnia 9 lutego 1962 i rozkazu dowódcy 1. Korpusu OPK Nr 0030/Org. z 26 marca 1962, na bazie rozformowanych 96. i 89. pułków artylerii przeciwlotniczej przystąpiono do formowania dywizjonów rakietowych Dywizji śląskiej: 15 dr OP m. Zawiercie, 16 dr OP m. Bukowno, 17 dr OP m. Oświęcim, 18 dr OP m. Pszczyna i 20 dt OP m. Olkusz.
Źródła podają również inne miejsca stacjonowania 18. dywizjonu m.in. miejscowości Czarków lub Kobiór.
Położenie obiektów 18. dr OP:
- Schron SNR i SD – 50°02′05,87″N 18°54′37,56″E/50,034964 18,910433
- sztab i koszary – 50°01′38,41″N 18°55′07,93″E/50,027336 18,918869

Zasadniczym sprzętem bojowym dywizjonu był PZR SA-75 Dźwina.
Pierwsze strzelania bojowe na poligonie w Aszułuku, w ZSRR dywizjon odbył w październiku 1962 roku, kolejne w latach 1968, 1972, 1977, 1980 i 1982.
W 1989 roku dywizjon został rozformowany, a obiekty po nim przejął przegrupowany w 1990 roku z Gliwic 74 dr OP, który w roku 2001 ponownie został przegrupowany do Gliwic, a stanowiska byłego 18. dywizjonu zostały opuszczone na zawsze.
Jak pisze na stronie Galeria foto WRiA kpt. Sławomir Kargul:

obszar zajmowany niegdyś przez obiekty sztabowo-koszarowe jest w rękach prywatnych i mało co z nich zostało. Jest jeszcze brama wjazdowa do dywizjonu, budynek PSO i resztki ogrodzenia. Obiekty SO dywizjonu zachowały się w lepszej kondycji. Uwagę zwraca, otaczający dywizjon, stary i malowniczy las.

Do dziś na byłych pozycjach startowych 18. dr OP widoczne są adaptowane dla potrzeb PZR S-125 Newa, cztery stanowiska wyrzutni startowych 74. dr OP.

## Dowódcy dywizjonu
- 1962-1968 – mjr Ryszard Sawicki
- 1968-1972 – mjr Witold Zięba
- 1972-1975 – kpt. Tadeusz Jemioło
- 1975-1989 – ppłk Jan Jurko